# 다구치 소
다구치 소(일본어: 田口 壮, 1969년 7월 2일 ~ )는 일본의 전직 프로 야구 선수이다. 은퇴 이후에는 호리프로에 소속되며 야구 해설자나 라디오 진행자로 활동했다. 현재 퍼시픽 리그팀인 오릭스 버펄로스의 1군 야수 종합 겸 타격 코치이다.

## 인물

### 일본 프로 야구 시절
효고현 니시노미야시 출신으로 간세이가쿠인 대학을 졸업, 1991년 프로 야구 드래프트 회의에서 오릭스 블루웨이브와 닛폰햄 파이터스에 1위 지명을 받아 추첨 결과 오릭스에 입단, 후에 유격수라는 포지션으로 배정받았다.
이듬해인 1992년에는 다구치의 데뷔 경기이자 개막전인 지바 롯데 마린스전에 출전하여 9번·유격수로 선발 출장, 그의 데뷔 당시 도이 쇼조 감독의 엄격한 지도로 타격이나 수비 부분에 집중적으로 교정을 받기도 하였지만 갑작스런 타격 노이로제와 스트레스가 겹치는 등 기대 이하의 수비를 보여주면서 경기 도중 수비면에서 실책을 범하는 슬럼프에 빠지기도 했다. 이를 만회하기 위해 1994년에 외야수로 보직을 변경하여 수비 부문(보살)에서 점점 향상되기 시작하는 등 이듬해 1995년부터 1997년에는 3년 연속 골든 글러브상에 선정되었고, 1996년 베스트 나인(외야수 부문)에 선정되었다.
2000년에는 마쓰자카 다이스케, 나카무라 노리히로 등과 함께 시드니 올림픽 대표팀에 출전하기도 했다.

### 메이저 리그 시절
2001년 시즌 종료 뒤 10년간 일본에서의 선수 생활을 마감하고 자유 계약 선수로 메이저 리그 진출을 선언, 세인트루이스 카디널스에 정식으로 입단했다. 메이저 리그 승격과 마이너 리그로 강등되는 일이 반복되고 있었지만, 메이저 리그 진출한 지 3년째인 2004년 시즌에 개막전 선발 멤버로 출장하여 같은해 109경기에 출장하는 등 메이저 리그 진출 이후 처음으로 세 자릿수 출장 기록을 세웠다. 2003년 9월 12일의 휴스턴 애스트로스와의 경기에서 2루수로서 수비를 하는 등 일본인 최초로 내야 수비를 활약하는 경험을 했지만 이후 수비 기회는 없었다.
2005년에는 4할 7리의 시즌 득점권타율 1위를 기록했고, 2006년 10월 27일에 있은 디트로이트 타이거스와의 월드 시리즈에서 8번 좌익수로 선발 출장해 7회부터 우익수로 수비를 변경하여 팀 승리에 기여했을 뿐만 아니라 2007년에 대타로 출장해 타율 4할 6리(통산 32타수 12안타)를 기록했다.
같은해 12월 24일 필라델피아 필리스와의 연봉 100만달러의 1년 계약을 맺으면서 전격으로 이적, 정규 시즌 경기에서 타 선수로부터 수비 포지션을 빼앗기는 등 험난한 시련을 겪기도 했다. 팀은 2년 연속 우승, 이후 월드 시리즈에 진출하여 28년 만에 우승하는 경험을 했지만 구단으로부터 계약 만료로 자유계약선수 신분이 되어야만 했다. 2009년 1월 15일에 시카고 컵스와의 계약을 맺으면서 춘계 캠프에 초대 선수로서 참가하게 되었다. 시범경기에서 타율 2할 6푼 3리의 기록에도 불구하고 3월 29일부로 마이너 리그행을 통보받았다. 9월 16일에는 메이저로 승격했으나 출전 기회를 갖지 못하고 시즌 종료 후 방출 통보를 받았다.

### 일본 야구계의 복귀
2010년 1월 23일, 친정팀인 오릭스 버펄로스와 1년 간 8,000만 엔과 성과급 2,000만 엔으로 계약을 맺었고 등번호는 카디널스 시대의 팀 동료이자 래리 워커가 착용하고 있던 번호를 닮은 33번으로 배정되었다.
주로 대타나 좌완 투수가 선발 등판시에는 선발 멤버로서 기용되었고 9월 7일의 지바 롯데전에서는 대타로 타석에 들어서며 역전 2점 홈런을 때려내 9년 만에 친정팀에서의 수훈 선수로 선정되었다. 그러나 4월 21일에 왼쪽 허벅지 통증으로 등록이 말소되었고 그 후에도 타격 부진이나 컨디션이 나빠지면서 7월 17일에 다시 말소되는 등 출전 경기 수는 53경기에만 그쳤지만 솔직하면서도 정직한 연습 태도나 주변에서의 조언 등 정신적 지주로서의 면이 평가되어 다음 시즌에도 재계약을 맺게 되었다.
이듬해 2011년 2월의 춘계 스프링 캠프에서 오른쪽 어깨 부상으로 시즌 개막 준비가 늦어졌지만 5월 10일에 1군에 승격되었다. 5월 18일의 한신 타이거스전에서는 3번·우익수로서 출전해 이와타 미노루로부터 선제 적시타를 때려내며 2번째의 수훈 선수로 선정되었다. 그 후에도 침체된 팀 타율이나 고토 미쓰타카가 2군에 빠진 상황속에서 3번 타자로서 팀을 견인했다. 고토가 복귀한 이후에는 주로 2번 타자로 출전하는 등 교류전에서는 동생뻘인 사카구치 도모타카에 이어 전체 2위의 타율 3할 6푼 3리를 기록했다. 그러나 이후에는 극심한 타격 부진으로 인해 8월 29일부로 등록이 말소되었다. 오른쪽 어깨 부상의 영향도 있어 1군에 승격하는 일도 없이 10월 13일에 방출되었고 다음날 14일에 오른쪽 어깨를 수술했다. 이후 12월 2일에는 FA 신분을 얻었다.
이듬해 2012년에는 재활훈련을 하면서 현역 생활을 계속하겠다는 목표를 두고 있었지만, 신규 계약 기한의 7월 31일에는 어느 다른 구단에서도 오퍼가 없었기 때문에 자신의 홈페이지를 통해 현역에서 은퇴하겠다는 입장을 밝혔다.

## 상세 정보

### 출신 학교

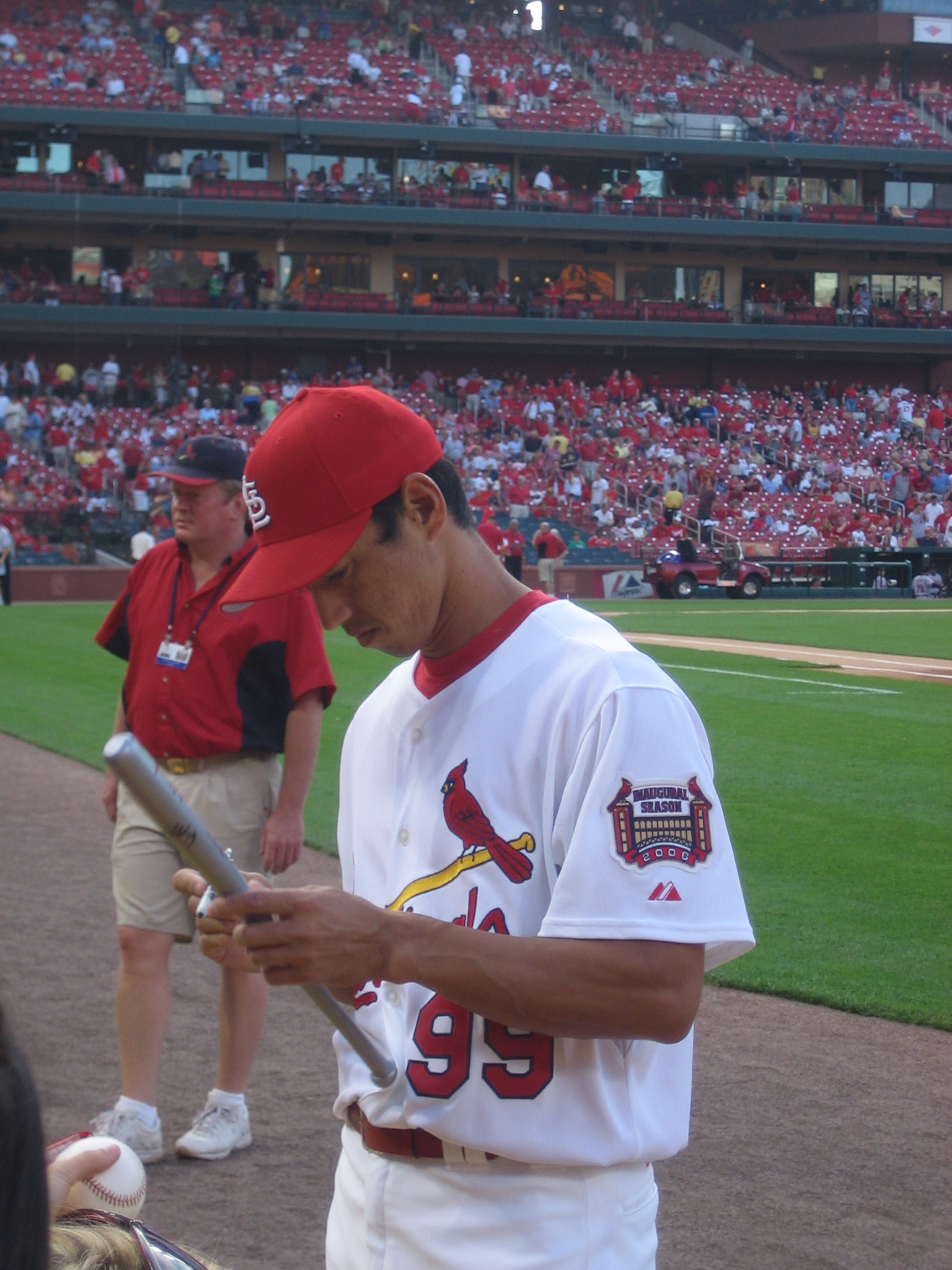
팬들에게 싸인을 하는 다구치(2007년)

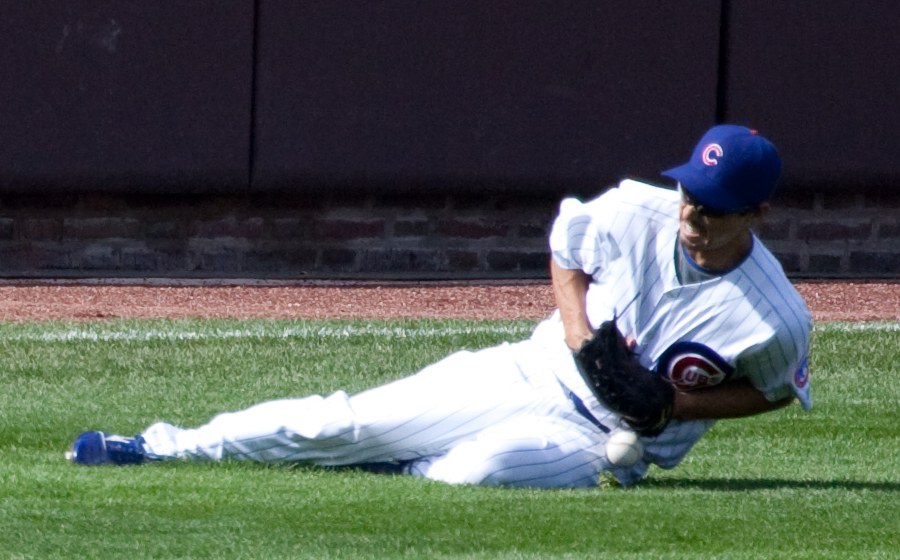
시카고 컵스 시절의 다구치(2009년)

- 효고 현립 니시노미야키타 고등학교
- 간세이가쿠인 대학

### 선수 경력
NPB
- 오릭스 블루웨이브(1992년 ~ 2001년)
- 오릭스 버펄로스(2010년 ~ 2011년)

MLB
- 세인트루이스 카디널스(2002년 ~ 2007년)
- 필라델피아 필리스(2008년)
- 시카고 컵스(2009년)

국가 대표 경력
- 시드니 올림픽 일본 국가대표팀(2000년)

### 지도자 경력
- 오릭스 버펄로스 2군 감독(2016년 ~ 2018년)
- 오릭스 버펄로스 1군 야수 종합 겸 타격 코치(2019년 ~ )

### 수상·타이틀 경력

#### NPB
- 베스트 나인 : 1회(1996년)
- 골든 글러브상 : 5회(1995년 ~ 1997년, 2000년, 2001년)
- 월간 MVP : 1회(1998년 9월)

#### MLB
- 하트＆허슬상(2007년)

### 개인 기록

#### NPB
- 첫 출장·첫 선발 출장 : 1992년 4월 4일, 대 지바 롯데 마린스 1차전(지바 마린 스타디움)
- 첫 안타 : 1992년 4월 11일, 대 긴테쓰 버펄로스 1차전(그린 스타디움 고베)
- 첫 도루 : 1992년 5월 1일, 대 닛폰햄 파이터스 3차전(그린 스타디움 고베)
- 첫 타점 : 1992년 9월 8일, 대 후쿠오카 다이에 호크스 23차전(기타큐슈 시민 구장)
- 첫 홈런 : 1992년 9월 23일, 대 긴테쓰 버펄로스 25차전(그린 스타디움 고베)
- 통산 1000안타 : 2000년 10월 6일, 대 세이부 라이온스 26차전(그린 스타디움 고베) ※역대 203번째.
- 통산 1000경기 출장 : 2001년 4월 28일, 대 닛폰햄 파이터스 7차전(그린 스타디움 고베) ※역대 367번째.
- 올스타전 출장 : 4회(1995년 ~ 1997년, 2001년)

#### MLB
- 시즌 득점권 타율 1위 : .407(2005년)

### 등번호
- 6(1992년 ~ 2001년)
- 99(2002년 ~ 2009년)
- 33(2010년 ~ 2011년)
- 81(2016년 ~ )

### 연도별 타격 성적
| 연 도      | 소 속      | 경 기 | 타 석 | 타 수 | 득 점 | 안 타 | 2 루 타 | 3 루 타 | 홈 런 | 루 타 | 타 점 | 도 루 | 도 루 자 | 희 생 번 | 희 생 플 | 볼 넷 | 고 4 | 사 구 | 삼 진 | 병 살 타 | 타 율 | 출 루 율 | 장 타 율 | O P S |
| ---------- | ---------- | ----- | ----- | ----- | ----- | ----- | ------- | ------- | ----- | ----- | ----- | ----- | -------- | -------- | -------- | ----- | ---- | ----- | ----- | -------- | ----- | -------- | -------- | ----- |
| 1992년     | 오릭스     | 47    | 141   | 123   | 12    | 33    | 10      | 0       | 1     | 46    | 7     | 5     | 0        | 9        | 0        | 8     | 0    | 1     | 26    | 1        | .268  | .318     | .374     | .692  |
| 1993년     | 오릭스     | 31    | 90    | 83    | 12    | 23    | 7       | 1       | 0     | 32    | 5     | 3     | 2        | 4        | 0        | 3     | 0    | 0     | 12    | 2        | .277  | .302     | .386     | .688  |
| 1994년     | 오릭스     | 108   | 364   | 329   | 55    | 101   | 17      | 1       | 6     | 138   | 43    | 10    | 3        | 5        | 4        | 23    | 1    | 3     | 62    | 6        | .307  | .354     | .419     | .773  |
| 1995년     | 오릭스     | 130   | 574   | 495   | 76    | 122   | 24      | 2       | 9     | 177   | 61    | 14    | 7        | 25       | 7        | 43    | 0    | 4     | 80    | 7        | .246  | .308     | .358     | .665  |
| 1996년     | 오릭스     | 128   | 569   | 509   | 74    | 142   | 24      | 1       | 7     | 189   | 44    | 10    | 4        | 23       | 4        | 29    | 4    | 4     | 61    | 15       | .279  | .321     | .371     | .692  |
| 1997년     | 오릭스     | 135   | 643   | 572   | 92    | 168   | 32      | 4       | 10    | 238   | 56    | 7     | 1        | 16       | 3        | 49    | 1    | 3     | 74    | 4        | .294  | .351     | .416     | .767  |
| 1998년     | 오릭스     | 132   | 573   | 497   | 85    | 135   | 26      | 2       | 9     | 192   | 41    | 8     | 8        | 23       | 2        | 48    | 2    | 3     | 68    | 13       | .272  | .338     | .386     | .724  |
| 1999년     | 오릭스     | 133   | 569   | 524   | 77    | 141   | 21      | 1       | 9     | 191   | 56    | 11    | 6        | 14       | 1        | 29    | 0    | 1     | 91    | 9        | .269  | .308     | .365     | .673  |
| 2000년     | 오릭스     | 129   | 578   | 509   | 77    | 142   | 26      | 3       | 8     | 198   | 49    | 9     | 2        | 11       | 0        | 55    | 1    | 3     | 80    | 12       | .279  | .353     | .389     | .742  |
| 2001년     | 오릭스     | 134   | 524   | 453   | 70    | 127   | 21      | 6       | 8     | 184   | 42    | 6     | 6        | 26       | 1        | 43    | 2    | 1     | 88    | 7        | .280  | .343     | .406     | .750  |
| 2002년     | STL        | 19    | 19    | 15    | 4     | 6     | 0       | 0       | 0     | 6     | 2     | 1     | 0        | 2        | 0        | 2     | 0    | 0     | 1     | 0        | .400  | .471     | .400     | .871  |
| 2003년     | STL        | 43    | 59    | 54    | 9     | 14    | 3       | 1       | 3     | 28    | 13    | 0     | 0        | 1        | 0        | 4     | 1    | 0     | 11    | 2        | .259  | .310     | .519     | .829  |
| 2004년     | STL        | 109   | 206   | 179   | 26    | 52    | 10      | 2       | 3     | 75    | 25    | 6     | 3        | 10       | 3        | 12    | 1    | 2     | 23    | 6        | .291  | .337     | .419     | .756  |
| 2005년     | STL        | 143   | 424   | 396   | 45    | 114   | 21      | 2       | 8     | 163   | 53    | 11    | 2        | 2        | 4        | 20    | 2    | 2     | 62    | 11       | .288  | .322     | .412     | .734  |
| 2006년     | STL        | 134   | 361   | 316   | 46    | 84    | 19      | 1       | 2     | 111   | 31    | 11    | 3        | 9        | 2        | 32    | 1    | 2     | 48    | 9        | .266  | .335     | .351     | .686  |
| 2007년     | STL        | 130   | 340   | 307   | 48    | 89    | 15      | 0       | 3     | 113   | 30    | 7     | 4        | 3        | 1        | 23    | 0    | 6     | 32    | 10       | .290  | .350     | .368     | .718  |
| 2008년     | PHI        | 88    | 103   | 91    | 18    | 20    | 5       | 1       | 0     | 27    | 9     | 3     | 0        | 4        | 0        | 8     | 0    | 0     | 14    | 2        | .220  | .283     | .297     | .580  |
| 2009년     | CHC        | 6     | 12    | 11    | 1     | 3     | 1       | 0       | 0     | 4     | 0     | 0     | 0        | 0        | 0        | 1     | 0    | 0     | 4     | 0        | .273  | .333     | .364     | .697  |
| 2010년     | 오릭스     | 53    | 131   | 119   | 17    | 31    | 6       | 0       | 3     | 46    | 10    | 1     | 0        | 2        | 2        | 7     | 0    | 1     | 28    | 4        | .261  | .302     | .387     | .689  |
| 2011년     | 오릭스     | 62    | 239   | 198   | 27    | 54    | 10      | 0       | 0     | 64    | 15    | 3     | 1        | 23       | 0        | 15    | 1    | 3     | 36    | 5        | .273  | .333     | .323     | .657  |
| NPB : 12년 | NPB : 12년 | 1222  | 4995  | 4411  | 674   | 1219  | 224     | 21      | 70    | 1695  | 429   | 87    | 40       | 181      | 24       | 352   | 12   | 27    | 706   | 85       | .276  | .332     | .384     | .716  |
| MLB : 8년  | MLB : 8년  | 672   | 1524  | 1369  | 197   | 382   | 74      | 7       | 19    | 527   | 163   | 39    | 12       | 31       | 10       | 102   | 5    | 12    | 195   | 40       | .279  | .332     | .385     | .717  |

- 2011년 기준, 굵은 글씨는 시즌 최고 성적.